# Desai Ban, Shirhatti
Desai Ban là một làng thuộc tehsil Shirhatti, huyện Gadag, bang Karnataka, Ấn Độ.